# Madonna del Perdón

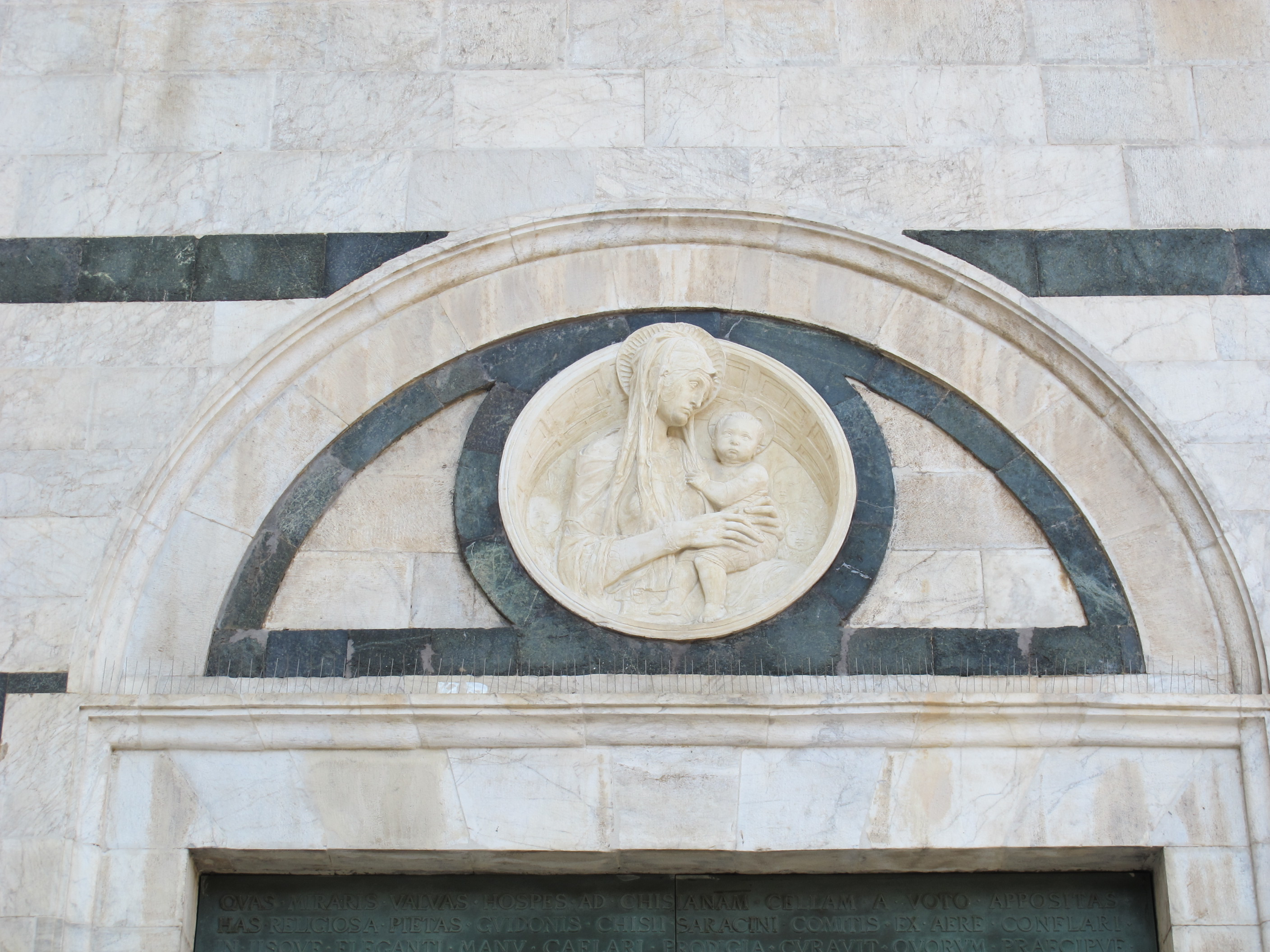
La luneta de la Puerta del Perdón

La Madonna del Perdón es una obra atribuida a Donatello. Proveniente de la destruida puerta del Perdón de la Catedral de Siena (abatida hacia el 1660 para hacer hueco a la Capilla de la Madonna del Voto de Bernini), esculpida en mármol con incrustaciones de vidrio azul y está datada en los años 1457-1459. Está conservada en el Museo dell'Opera Metropolitana del Duomo.

## Historia y descripción
La obra, que representa la Madonna con el Niño entre cuatro querubines en un tondo, fue probablemente realizada por el escultor directamente en Siena, a donde se había mudado a una edad tardía, en 1457, para trabajar en el proyecto nunca realizado de las puertas bronce para el Duomo.
Con su salida anticipada en 1459 parece que solo dejó realizada la obra de la Madonna del Perdón, mientras suSan Juan Bautista fuese quizás una obra modelada anteriormente
La obra está realizada en estilo stiacciato, con la Madonna que parece erguirse majestuosa con el Niño en brazos, mientras los querubines situados al fondo  apenas son perceptibles por el  bajísimo relieve. Ejemplares son las correcciones ópticas ligadas al punto de vista, típicas de la obra donatelliana: el borde superior del tondo presenta incrustaciones en vidrio como si se hubiese desfondado y este efecto de tridimensionalidad ilusoria es perfectamente perceptible desde el punto de vista de quien entra por la puerta. También en el interior del museo, para reforzar este efecto, la obra está expuesta inclinada.
La Madonna tiene un rostro dulce y melancólico que, como en otras obras del maestro (como la famosa Madonna Pazzi), parece presagiar el doloroso destino de su hijo. La mano de Jesús, semiescondida, se apoya en el cuello de su madre con gran naturalidad y ternura. Los querubines, más esquemáticos, son probablemente obra de un colaborador.